# Shallow Grave
Shallow Grave (br: Cova Rasa; pt: Pequenos Crimes entre Amigos) é um filme britânico de 1994, dirigido por Danny Boyle, em sua estreia como diretor, e estrelado por Ewan McGregor, Christopher Eccleston e Kerry Fox. Seu enredo segue um grupo de colegas de apartamento em Edimburgo que desencadeou uma cadeia de eventos após desmembrar e enterrar um misterioso novo inquilino que morreu e deixou para trás uma grande soma de dinheiro. O filme foi escrito por John Hodge, marcando seu primeiro roteiro.
A produção foi financiada pelo Channel 4 Television e PolyGram Filmed Entertainment, e o filme foi distribuído pela Rank Film Distributors no Reino Unido, enquanto a Columbia TriStar Film Distributors International distribuiu o filme em outros países. Shallow Grave recebeu críticas geralmente favoráveis da crítica e foi um sucesso comercial, arrecadando US$ 19,8 milhões em todo o mundo.

## Sinopse
Três amigos dividem um apartamento em Edinburgh, mas precisam de uma quarta pessoa e entrevistam diversas. O novo inquilino morre dias após, por overdose, deixando uma mala de dinheiro em seu quarto. A vida dos três não será a mesma depois disso.

## Elenco
- Ewan McGregor ... Alex Law
- Christopher Eccleston ... David Stephens
- Kerry Fox ... Juliet Miller
- Keith Allen ... Hugo
- Ken Stott ... Detetive McCall

## Produção
As filmagens de Shallow Grave duraram trinta dias. As rígidas restrições orçamentárias durante as filmagens fizeram com que muitos dos adereços tivessem que ser leiloados para que pudessem comprar um estoque de filmes suficiente.
Boyle afirmou que Christopher Eccleston estava com tanto medo de ficar preso em um necrotério da vida real por causa de uma cena que teve que pedir a um membro da equipe que ficasse nas sombras e confortasse o ator nervoso. Danny Boyle disse em seu comentário sobre o DVD da edição especial de 2009 e o Blu-ray de 2012 que Alex não foi feito para estar morto, então a linha de Alex dizendo olá ao detetive foi adicionada na pós-produção para esclarecer isso.